# Дејвид Брајерли
Дејвид Алфред Брајерли (енгл. David Alfred Brierly; Јоркшир, јануар 1935 — Лондон, 10. јун 2008) био је британски глумац. Брајерли је најпознатији по давању гласа псу робору К9 у научно-фантастичној серији Доктор Ху.